# Hamza El Motaouakkel
Hamza El Motaouakkel, né le 23 février 2006 à Rabat (Maroc), est un footballeur marocain jouant au poste milieu de terrain au CF Amposta.

## Biographie

### En club
En février 2023, il prend part au tournoi Mohammed VI  de la catégorie U19 en tant que gardien titulaire. Dans la phase de groupe, il est titularisé face à l'Olympique de Marseille et Rangers FC. Il parvient à éliminer le PSV Eindhoven en quarts de finale. L'Académie Mohammed VI est éliminé en demi-finale du tournoi après une séance de penaltys face à l'AS Génération Foot, vainqueurs du tournoi en finale face au Fath US,. El Motaouakkel et l'Académie disputent le match de la troisième place face au RC Strasbourg (défaite, 0-1).

### En sélection
Hamza El Motaouakkel est international marocain en équipes de jeunes, étant sélectionné pour la première fois par Saïd Chiba avec les moins de 17 ans pour le championnat arabe de football des moins de 17 ans qui a lieu en Algérie. Titulaire dans tous les matchs disputé, il atteint la finale de la compétition contre l'Algérie -17 ans, sorti après une défaite sur séance de penaltys après un match nul à Oran,. Quelques secondes après le sacre de l'Algérie, une altercation éclate entre les joueurs algériens et marocains, provoquant un buzz dans la presse internationale,. Quelques semaines plus tard, la Fédération royale marocaine de football dépose un recours à la FIFA contre l'agression des joueurs marocains.
En novembre 2022, il dispute le tournoi de l'UNAF et remporte la compétition après trois victoires : face à la Tunisie -17 ans (victoire, 2-0), la Libye -17 ans (victoire, 1-0) et l'Égypte -17 ans (victoire, 2-1), assurant ainsi une place à la CAN U17.
El Motaouakkel est rappelé en sélection des moins de 17 ans à l'occasion de la CAN des moins de 17 ans qui a lieu au printemps 2023 en Algérie,, dans un contexte de fortes tensions et incertitudes liées aux relations compliquées entre les deux voisins maghrébins,. Titulaire tout du long de la compétition, il permet aux siens de se qualifier pour la Coupe du monde grâce à ses remarquables prestations. Il s'impose ensuite face au Mali pour atteindre la finale du tournoi,.Titulaire également en finale de la compétition face au Sénégal, les Marocains marquent le premier but, avant que les Sénégalais reviennent au score à Alger (défaite, 2-1),.

## Palmarès

### En sélection
- Maroc -17 ans
  - Championnat arabe des nations
    -  Finaliste en 2022[21]

  - Tournoi de l'UNAF (1)
    -  Champion en 2022

  - Coupe d'Afrique des nations
    -  Finaliste en 2023